# Tropidocephala formosana
Tropidocephala formosana är en insektsart som beskrevs av Matsumura 1910. Tropidocephala formosana ingår i släktet Tropidocephala och familjen sporrstritar. Inga underarter finns listade i Catalogue of Life.